# Luis Marín Murillo
Pour les articles homonymes, voir Luis Marín, Marín et Murillo.
Luis Antonio Marín Murillo est un footballeur costaricien né le 10 août 1974 à San José. Il évolue au poste de défenseur central avec la sélection costaricienne. 

## Palmarès
- Champion national : 6 (95-96, 96-97, 99-2000, 2000-2001, 2001-2002, 2002-2003, 2004-2005).
- Amérique Centrale : 2 (1995-2002).
- CONCACAF : 1 (2004).

## Parcours d'entraîneur
- jan. 2019-mars 2020 :  AD San Carlos
- mars 2020-fév. 2021 :  AD Santos de Guápiles
- fév. 2021-juin 2021 :  CS Herediano
- août 2021-sep. 2021 :  LD Alajuelense
- juil. 2022- août 2023 :  AD Municipal Pérez Zeledón
- sep. 2023-déc. 2024 :  AD San Carlos
- depuis déc. 2024 :  Sporting FC